# Фракция ЛДПР в Государственной думе III созыва
Фракция ЛДПР в Государственной думе третьего созыва — депутатское объединение Либерально-демократической партии России в Госдуме третьего созыва (1999—2003).
11 октября 1999 года федеральный список кандидатов ЛДПР не прошёл регистрацию, из него были исключены 35 человек за предоставление недостоверной информации об имуществе и доходах. Центризбирком также отказал ЛДПР в регистрации нового списка. В ответ на это 13 октября 1999 года организации, подконтрольные ЛДПР («Партия духовного возрождения России», «Российский союз свободной молодёжи»), учредили «Блок Жириновского». В качестве одного из лозунгов избирательной кампании использовался «Блок Жириновского — это ЛДПР!».
На выборах в Госдуму по итогам голосования за федеральные списки ЛДПР получила 5,98 % голосов избирателей (более 3,9 млн голосов), что дало ей право на 17 депутатских мандатов. В одномандатных округах победили М. С. Гуцериев, М. В. Кузнецов и Е. П. Ищенко.
Руководитель фракции в Думе с 19 января 2000 года — Игорь Лебедев (сын Владимира Жириновского). В Парламентской ассамблее Совета Европы фракцию ЛДПР представляли В. В. Жириновский и Л. Э. Слуцкий.

## Деятельность
17 мая 2000 года фракция поддержала кандидатуру М. М. Касьянова на пост премьер-министра.
В 2000 году фракция внесла на рассмотрение проект постановления «О правах русского народа на самоопределение, суверенитет на всей территории России и воссоединение в едином государстве». 21 июня 2000 года проект был рассмотрен, не получив поддержки депутатов (62 голоса «за», 145 «против» и 11 воздержавшихся).
В июне—июле 2000 года фракция поддержала закон о реформе Совета Федерации.
В 2000 году фракция поддержала законопроект о введении с 1 января 2001 года вместо прогрессивной плоской шкалы подоходного налога.
В конце 2000 года депутат фракции Евгений Ищенко внёс законопроект в Думу, предусматривающий переименование высших должностных лиц регионов из президентов в глав. Правовое управление Госдумы законопроект не поддержало и он был отклонён к рассмотрению не дойдя до первого чтения, но спустя 10 лет, в 2010 году, соответствующий законопроект был внесён депутатами партии «Единая Россия», а также рядом членов Совета Федерации и в декабре 2010 года подписан действовавшим Президентом России Д. А. Медведевым.
14 марта 2001 года фракция в полном составе не голосовала за вотум недоверия правительству Касьянова, он не был принят.
В июне 2001 года фракция ЛДПР поддержала (за исключением двух человек) пакет законов, разрешающий ввоз в Россию на временное хранение или переработку отработанного ядерного топлива. Законы были приняты большинством голосов депутатов Думы.
15 июня 2001 года фракция (за исключением одного человека) проголосовала за принятие Земельного кодекса, проект которого был предложен к рассмотрению Правительством Российской Федерации. Проект был принят большинством в 251 голос.
14 декабря 2001 года фракция проголосовала за бюджет на 2002 год, 11 декабря 2002 года за бюджет-2003, 21 февраля 2003 года за правительственный «Закон об электроэнергетике», 21 ноября 2003 года за бюджет на 2004 год.

## Депутаты
18 января 2000 года фракция зарегистрирована в составе 17 депутатов: это 16 избранных по списку и независимый депутат, перешедший во фракцию перед первым заседанием Госдумы 3 созыва А. Н. Клюкин.
1. Ветров, Константин Владимирович
2. Гузанов, Алексей Анатольевич
3. Дёмин, Владислав Анатольевич
4. Егиазарян, Ашот Геворкович
5. Жириновский, Владимир Вольфович
6. Игнатов, Владислав Михайлович (выбыл 19.04.2001), его мандат получил Логинов, Евгений Юрьевич
7. Керимов, Сулейман Абусаидович
8. Клюкин, Александр Николаевич
9. Лебедев, Игорь Владимирович
10. Мамонов, Юрий Васильевич
11. Митрофанов, Алексей Валентинович
12. Мусатов, Михаил Иванович
13. Новиков, Александр Васильевич
14. Семенков, Владимир Михайлович
15. Слуцкий, Леонид Эдуардович
16. Соломатин, Егор Юрьевич
17. Финько, Олег Александрович

Численность депутатов от фракции ЛДПР на протяжении всей работы Думы 3 созыва варьировалась: так, в июне 2000 года депутатов от фракции ЛДПР было 16, в декабре 2000 года — 15, в мае 2001 года — 12, в декабре 2002 года — 13, в ноябре 2003 года — 14.